# Tawe
Der Fluss Tawe (Walisisch: Afon Tawe) ist ein Fluss in Südwales. Sein Flusstal gehört zu den South Wales Valleys.
Der Tawe fließt in hauptsächlich südwestlicher Richtung 48 km von seiner Quelle unterhalb Moel Feity in den Old-Red-Sandstone-Hügeln der westlichen Brecon Beacons in den Bristol Channel bei Swansea. Die wichtigsten Nebenflüsse sind die rechten Ufers: Upper, Lower Clydach River und Afon Twrch. Die Tawe fließt durch eine Anzahl an Dörfern und Städten, einschließlich Ystradgynlais, Ystalyfera, Pontardawe, und Clydach und mündet in die See bei Swansea Bay.  Das Tawe-Tal (Walisisch: Cwm Tawe) ist auch bekannt als Swansea Valley.
Der niedrigere Teil des Tals wurde intensiv im 18. und 19. Jahrhundert, vor allem durch Metallveredelung und -arbeiten und in einem viel geringeren Ausmaß auch durch Porzellanherstellung, industrialisiert. Große Gebiete des niederen Tals sind immer noch mit Industrierückständen wie Kupfer, Blei, Nickel und Zink kontaminiert. Das einzige signifikante erhaltene Überbleibsel jener Zeit ist eine wichtige Nickel-Raffinerie in Clydach, die Teil der kanadischen Gesellschaft Vale Inco ist. Die Qualität des Wassers im Fluss hat sich nun stark verbessert. Große Lachs- und Forellenschwärme schwimmen den Fluss zum Laichen hinauf.
1992 wurde ein Staudamm an der Mündung des Flusses gebaut.
National Cycle Route 43 folgt dem Fluss für den Großteil seines Laufes.

## Brücken und Kreuzungen
Brücken über die Tawe innerhalb der Stadt und Grafschaft Swansea, von Norden nach Süden:
- A4067 (Ffordd Cwm Tawe) Straßenbrücke
- B4291 Straßenbrücke bei Glais
- A4067 Straßenbrücke (zweite Kreuzung)
- Der ehemalige Bahnzugang Vale Inco bei Clydach
- unbenutzte Eisenbahn-Brücke (ehemalige GWR-Straße von Felin Fran nach Clydach)
- A4067 Straßenbrücke (dritte Kreuzung)
- Park Road-Brücke bei Clydach
- M4 motorway Brücke
- Eisenbahn-Brücke (Swansea District Line)
- Swansea Vale Straßenbrücke
- A48 Morriston Straßenbrücke – links Morriston Zentrum des Swansea Enterprise Parks
- Beaufort Bridge – historischer Zugangspunkt von Beaufort Road zu der heutigen Enterprise Park-Fläche.
- Mannesmann Fußgänger- und Fahrradbrücke – links der Enterprise Park bei Beaufort Road in Plasmarl
- südliche Beaufort  Straßenbrücke (ohne Namen)
- Landore Eisenbahn-Viadukt (South Wales Main Line)
- Morfa Fußbrücke – links der Morfa Retail Park am Liberty Stadium
- White Rock Bridge – Fußgänger- und Straßenbrücke, die das Landore Distrikt mit dem Bon-y-maen Distrikt verbindet.
- Parc Tawe Bridge – Fußgänger- und Straßenbrücke, die Parc Tawe mit St Thomas verbindet
- Quay Parade Bridge – Fußgänger- und Straßenbrücke, Verbindung von Quay Parade mit Fabian Way
- Old Swansea Bridge – ehemalige Bahn-Brücke: Das Brückendeck existiert nicht mehr, aber die Pfeiler blieben
- Sail Bridge – eine Fußgänger- und Fahrradbrücke, Verbindung von dem Seefahrtsviertel nahe dem Sainsbury Großmarkt mit dem SA1 Swansea Waterfront Baugebiet
- Trafalgar Bridge – eine Fußgänger- und Fahrradbrücke, nahe dem Swansea Staudamm: Die Baukosten betrugen 1,2 Millionen Pfund. Sie kreuzt die Staudamm-Sperre und ein Teil der Brücke schwenkt mit den Schleusentoren

## Bauvorhaben
Es gibt Pläne für weitere Siedlungen auf beiden Ost- und Westufer des Flusses Tawe und einen Vorschlag, Fluss-Taxis entlang des Flusses zu betreiben.